# Kibatalia puberula
Kibatalia puberula är en oleanderväxtart som beskrevs av Elmer Drew Merrill. Kibatalia puberula ingår i släktet Kibatalia och familjen oleanderväxter. Inga underarter finns listade i Catalogue of Life.